# 神戸改革派神学校
神戸改革派神学校（こうべ・かいかくは・しんがっこう）は、兵庫県神戸市北区菖蒲が丘 3丁目 1-3 にある、日本キリスト改革派教会の運営する、福音主義と歴史的改革派神学に立脚する神学校である。この神学校においては、ウェストミンスター信仰基準に基づいた神学が教授され、おもに日本キリスト改革派教会の教職者（牧師・説教者・キリスト教奉仕者等）の養成を目的としている。

## 概要
- 創立60周年を経た今日、300名以上の卒業生を送り出してきた。改革派以外の国内他教派から学生を、さらには韓国をはじめとする海外留学生も受け入れており、卒業生は改革派教会の他に同盟教団、福音自由教会、長老教会、韓国、アメリカ、イギリス他多くの教会の牧師として仕えている。
- 1999年からは教師候補者以外のキリスト教研究者・信徒伝道者・教会学校教師・教会役員などの学びを希望する者方々のために男女を問わず、入学資格も短期大学同等の学力を有するものとする別科課程が設けられた。
- 正課授業以外に、内外の講師による特別公開講義、夏期信徒講座、神学生と現場の牧師たちによる共同研究セミナー、近隣諸教会信徒の聴講制度を設けている。

## 歴史
- 1947年 4月「日本基督改革派教会」によって開設された。前身は、1907年に設立された「神戸神学校」へと遡る。それまで明治学院神学部の経営に参加していたアメリカ合衆国南長老ミッションは、同校の自由主義的な組織神学の教科書の採用に反対し、それをきっかけに独自の立場によるを設立、経営するに至った。その後1927年に、米国北長老教会系の大阪神学院と合併し、「中央神学校」へと改称した。1941年、再びミッション単独の経営となり第二次世界大戦を迎えた。同年、中央神学校閉鎖に伴い、日本キリスト改革派灘教会内に設立された昭和神学研究所が図書などを継承し、後日の再興を期することになる。神戸神学校および中央神学校を一貫していた信仰と神学の伝統は、米国南長老ミッションの歴史的改革派神学への忠誠、伝道牧会における熱心な奉仕、神社参拝を偶像礼拝とみなす姿勢である。

## 教授

### 現職教授会
- 吉田 隆（校長、甲子園教会牧師兼任）
- 吉岡 契典（学監）
- ステファン・ファン・デア・ヴァット（専任教授）
- 大西 良嗣（宝塚教会牧師）

### 元職
- 市川 康則（千城台教会牧師）
- 岡田 稔
- 榊原 康夫
- 田中 剛二
- 富井 悠夫
- 橋本 龍三
- 春名 寿章
- 泥谷 逸郎
- 牧田 吉和（宿毛教会牧師）
- 松田 一男
- 安田 吉三郎
- 吉岡 繁
- 渡辺 公平

## 卒業生

### 日本キリスト改革派教会
- 小野 静雄
- 金田 幸男
- 鈴木 英昭
- 三野 孝一
- 矢内 昭二
- 山崎 順治
- 山下 正雄（RCJ メディアミニストリー）
- 山中 雄一郎

### 他教会・他教派
- 朝岡 勝（日本同盟基督教団）
- 大嶋 重徳（福音自由教会）
- 奥山 実（福音自由教会）
- 金沢 泰裕（イエス教日本世界宣教会大阪弟子教会、日本ペンテコステ教団生駒聖書学院出身）